# Куцокрил гірський
Куцокри́л гірський (Locustella seebohmi) — вид горобцеподібних птахів родини кобилочкових (Locustellidae). Ендемік Філіппін. Вид названий на честь англійського мандрівника і орнатолога Генрі Сібома.

## Опис
Довжина птаха становить 14 см, вага 12 г. Верхня частина тіла і живіт коричневі, горло біле, груди сіруваті, легко поцятковані темними смужками. Лоб блідий, біля основи хвоста нечітка світла смуга.

## Поширення і екологія
Гірські куцокрили є ендеміками північної частини острова Лусон. Вони живуть на посушливих високогірних луках. Зустрічаються на висоті від 850 до 1800 м над рівнем моря.